# 電撃戦隊チェンジマン
『電撃戦隊チェンジマン』（でんげきせんたいチェンジマン）は、1985年2月2日から1986年2月22日まで、テレビ朝日系列で毎週土曜18:00 - 18:25（JST）に全55話が放送された、東映制作の特撮テレビドラマ、および作中で主人公たちが変身するヒーローの名称。

## 概要
スーパー戦隊シリーズは一種のファンタジーとして企画されている都合上、それまで現実の軍隊や警察機構といった存在の描写は極力抑え目であったが、本作品では宇宙的なSF色の濃かった前作『超電子バイオマン』や、従来のシリーズのヒーローとの差別化を図り、シリーズそのもののマンネリを防ぐため、自衛隊をベースとしたミリタリー性やヒーローの若さ、汗くささなどといった要素を前面に押し出す形で企画されている。また、脚本の曽田博久によると、高年齢を狙った前作が低年齢に不評だったため、本作品では低年齢向けの作劇が目指された。プロデューサーの鈴木武幸は本作品を成功させれば、スーパー戦隊シリーズはある程度自分の理想とした完成形となると意気込んでいた。企画時の名称は『コスモマン』であったが、タイトル以外は初期から大きく変わらず決定している。
前作では従来のパターンを脱し、新たな試みが取り入れられたのとは対照的に、本作品では毎回の主役5人の名乗りや怪人の巨大化など、従来のパターンへの回帰が見られている。一方、前作も含めた従来の路線との差別化も試みられており、その最たるものが一枚岩の組織ではない大星団ゴズマの存在である。前作の敵組織である新帝国ギアが、主にメカニカルなロボットによって構成されていたことから、本作品ではゴズマを止むに止まれぬ事情で侵略に加担せざるを得ない立場のエイリアン集団として設定すると同時に、デザイン面でも全体を生物的なイメージで統一することで、単純な悪の組織とは一線を画した路線が打ち出された。
また、一部の敵幹部や単発エピソードのみ登場のゲスト怪人を単なる悪役に設定せず、単発エピソードの怪人の関係者が後のエピソードでも登場するなど、前述の設定をクローズアップする形で敵側の苦悩を描くことにより物語の幅を広げ、高い年齢層へ向けてのドラマ強化も行われた。鈴木武幸は敵の女性キャラを魅力的にをつくることに腐心し、黒田福美演ずる「女王アハメス」を登場させた。デザイナーの出渕裕の気合いの入れようも物凄かったという。登場編の第17話、18話（脚本曽田博久、監督山田稔）は大スタッフで長崎ロケを敢行（当時建設中の長崎オランダ村で撮影）、退場編の第53話「炎のアハメス！」（脚本曽田博久、監督長石多可男）は本作品における最高視聴率16.1%を記録した。
これ以外にも、変身後の名前に色ではなくモチーフとなっている伝説獣の名前を取り入れたり、敵怪人の巨大化に初めてそれ専用のキャラクターを登場させたりするなどの試みがなされている。
宇宙刑事シリーズ終了を受けて本作品では宇宙指向で制作されている。
全55話という放送回数は、『秘密戦隊ゴレンジャー』に次ぐ記録である。これは当時スーパー戦隊シリーズが2月開始、メタルヒーローシリーズが3月開始と1ヶ月の間隔を置いていたが、次年度のメタルヒーローシリーズ『時空戦士スピルバン』が4月開始となり、次作『超新星フラッシュマン』をこれに併せて3月開始とするため、本作品が延長されたものである。

### 商業展開
玩具の売上は商業的にスーパー戦隊シリーズでの過去最高を達成した前作『超電子バイオマン』を上回り、東映の実写作品の使用料としては前年より20％増加している（当時はファミコンブームの影響で、男児キャラクター玩具市場は低迷していた）。こうした環境の中で、前年の男児キャラクターの三本柱であるスーパー戦隊シリーズ、メタルヒーローシリーズ、キン肉マンのうち、同年も期待通りの売上だったのは本作品のみであり、玩具市場におけるスーパー戦隊シリーズの安定感を印象づけた。
玩具展開以外については、本作品から新たに雪印食品がスポンサーとして加わり、同社からソーセージやウインナーのキャラクター食品が発売された。以後、同社は『百獣戦隊ガオレンジャー』までスーパー戦隊シリーズのスポンサーとして名を連ねた。

## あらすじ
地球防衛を任務とする世界的な軍事組織・地球守備隊の日本支部では、各部隊から集められた精鋭たちに対して、鬼軍曹と呼ばれる教官・伊吹の激しい訓練が繰り広げられていた。しかし、あまりに過酷な極限状態の訓練に隊員は次々と脱落していってしまう。
そうした時、星王バズーが率いる数々の異星人が集まった宇宙帝国大星団ゴズマの地球侵略が始まった。ゴズマの戦闘員であるヒドラー兵から逃げ惑う隊員たちは惨殺され、絶体絶命のピンチに陥る。
その時、地球から光が放たれ、生き残った剣飛竜をはじめとした5人の隊員は演習中にその光を浴びて、強化服をまとった戦士に変身してしまう。自分たちの身に起きたことに驚く5人だが、目の前の危機を脱すべく、襲い掛かるヒドラー兵やゴズマの怪人宇宙獣士と戦って撃退する。
自分たちのパワーに驚く彼らに向けて伊吹は言った。自分がしてきた非常識ともいえるこの訓練は、地球守備隊内に設置されている特殊部隊電撃戦隊のメンバー選抜のためだったことと、電撃戦隊の長官は伊吹自身であること、そして彼ら5人は地球に危機が迫ったときに、その危機を脱するために発するアースフォースに選ばれ、その力によって強化服をまとうことができるようになった、と。
こうして5人は、これまで伊吹が選抜してきた電撃戦隊の新しい一員チェンジマンとしてゴズマの地球侵略に立ち向かうことになった。

## 登場人物

### 電撃戦隊チェンジマン
アースフォースに選ばれた5人の戦士による、地球守備隊内の特殊部隊である。5人はそれぞれ地球に宿る5体の伝説獣（ドラゴン、グリフォン、ペガサス、マーメイド、フェニックス）の力を宿しており、それぞれ赤・黒・青・白・桃のスーツを纏う。軍服は男性陣は灰色、女性陣は赤を基調としており、女性陣はスカートでもある。5人の名前には必ず聖獣にちなんだ漢字が含まれている。
従来の戦隊よりもメンバーの個性化が意識されており、変身前後のイメージの統一が図られたほか、プライベートの場面も多くなっている。
剣 飛竜（）
元日本支部航空部隊将校。24歳。高知県出身。剣道と射撃とオートバイの腕前は抜群。チェンジマンのリーダーであり、責任感の強い熱血漢であるが、直情的な面もあるほか、突拍子もない作戦を考え出してメンバーを閉口させることも度々あった。
高知南国高校時代は野球部のエースであり、作中ではチェンジドラゴンの名乗りのポーズと近似した投球フォームから繰り出される、ドラゴンボールという消える魔球も披露した。一方で、そのドラゴンボールで一番の親友であったキャッチャーに大怪我を負わせたために、責任を取って野球部を辞めるとともにドラゴンボールを封印していたという経緯があり、そうした苦い過去を当初はメンバーにも伏せていたが、剣のファンの少年との出会いや、メンバーからの叱咤激励を経てトラウマを克服するに至った。
- 第13話から着用している赤いジャケットは演じる浜田治希が自前で用意したもので、「主人公は赤だろう」とのイメージから衣裳の変更を提案したという。

チェンジドラゴン
剣飛竜が変身する戦士。スーツカラーはレッド。
伝説獣ドラゴンの力を宿し、チェンジソードによる剣技や蹴り技を得意とする。
変身後には利き腕が変わっている。これは剣を演じる浜田が左利きなのに対し、チェンジドラゴンのスーツアクターを担当した新堀が右利きであるため。

疾風 翔（）
元日本支部レンジャー部隊将校。23歳。チェンジマンのサブリーダー。ヘリコプターの操縦技術に秀でている。戦いの最中でも櫛を携帯し、序盤は「セットが乱れるぜ」を口癖とするなど身だしなみに気を配っている伊達男だが、根は人情家で涙もろい熱血漢で努力家の性格である。女性に甘く、黙っていれば格好がよいという典型的二枚目半のせいか、あまりモテない。片想いの相手だったメルル星人さくらのことを忘れられないなど、純情な一面もある。また、子供の命に重きを置いており、それを守るためにはいかなる危険も厭わず、弱者を守るためには命懸けで敵に挑んでいく好漢でもある。
東北地方出身のため、時々東北なまりが出る。中盤以降、ドラゴンがシャトルベースを召喚する際に、気合を込めた合いの手をアクセントとして入れるようになる。
チェンジグリフォン
疾風翔が変身する戦士。スーツカラーはブラック。
伝説獣グリフォンの力を宿し、メンバー一のパワーを誇り、スピードにも優れている。敵のヒドラー兵の槍系の武器を奪う戦法を得意とする。

大空 勇馬（）
元日本支部陸上部隊将校。20歳。卓越したメカニックと爆弾技術のエキスパートである。第9話では、剣のために野球の硬式ボールと全く同じ大きさ・同じ重さの爆弾ボールを作っている。
子どもの純粋な心を忘れない無邪気さも持ち合わせた電撃戦隊のムードメーカーで、第1話の訓練の際にこっそり朝食のご飯をおにぎりにして携帯したり、ズーネの宝石をこっそり拾っておくなどちゃっかりとした一面を持つ。追い詰められると普段の快活さから一転、著しく弱気になることも。特にリゲルオーラを浴びてパワーアップしたアハメスの参戦で窮地に陥った際はアースフォースに縋り、その力を渇望するあまりに暴走したりもした。除隊したら将来はとんかつ屋を開くのが夢。注射が苦手。
第8話では、自分を痴漢と間違え、その後吸血鬼にされた女子学生の京子を勇気付けた。
電撃戦隊内でのカラオケ大会では、チェッカーズの「あの娘とスキャンダル」を熱唱するが酷い音痴であり、そのことを笑われて泣いてしまったこともある。そのため当初は歌が嫌いで、カラオケ大会でも自分が歌うことのないように隠れていたが、第25話で音痴の少年と出会ったのを機に隠すことはなくなった。
電撃戦隊メンバーの中では、子供への受けは一番良い。第8話や第25話以外でも、子供とのエピソードはあり、第20話では調査に訪れた町の分校の児童たちから先生になって欲しいとせがまれたこともある。
第30話では、宇宙獣士デリカルのマグネシャワーで電撃戦隊のメカが使用不能にされた中、処分寸前となっていた老馬ペガサスに乗って敵陣に突入した。
チェンジペガサス
大空勇馬が変身する戦士。スーツカラーはブルー。
伝説獣ペガサスの力を宿し、高い跳躍力を活かした空中殺法を得意とする。パワー技や射撃も用いる。
メンバー中で唯一、チェンジソード（剣モード）を逆手持ちで扱う。

渚 さやか（）
元日本支部作戦部隊将校。20歳。優れた洞察力で明晰な頭脳で新兵器の開発、敵や状況を冷静に分析、緻密な作戦を立てる参謀格であり、猪突猛進気味のリーダー・剣＝チェンジドラゴンを擁くチェンジマンには欠かせない人材である。
エチケットなど礼儀作法には少々うるさく、絵もうまい。軍人としてはクールに振舞うが、素顔は明るくかわいい女性である。イカルス王子の母親に瓜二つである。
第4話では、人類のペットの歴史からウーバの次の標的を見抜き、第6話では、被害者の女子高生の共通点からマーゾの次の標的を見抜いて彼女の在学する桜ヶ丘女学園の寮に潜入した。また、第9話ではドラゴンボールに対するトラウマを持つ剣を冷静に叱咤した。
第20話では、宇宙怪魚ピラーニに胸を噛まれ、「エッチ!何するのよ!」と普段の冷静さからは一転して怒りを露にした。
チェンジマーメイド
渚さやかが変身する戦士。スーツカラーはホワイト。
伝説獣マーメイドの力を宿し、戦闘では水中戦も得意とする。しなやかな回転攻撃で敵を翻弄し、スカイダイビングや射撃、頭脳戦が得意。

翼 麻衣（）
元日本支部諜報部隊将校。20歳。天真爛漫な性格で、男勝りな体が先に動く行動派。ショートヘアーが特徴。一緒に行動した男性に「姉貴」と呼ばれたこともある。元諜報部隊所属だけあってか、大空の制服に盗聴マイクを仕掛ける素早さがある。バイクのテクニックは抜群。
実は怪力の肉体派であり、時として衝突する頭脳派のさやかとはかなり性格が違うが、意外に馬が合い、コンビで行動することが多い。過去の恋愛経験は皆無だったらしく、リンド星の救援に旅立つ医師への想いが初恋だったらしい。弱点は幽霊と絵の下手さで、第6話で女子高生をスケッチした際にはへのへのもへじを描いていた。カラオケ大会では中森明菜の「サザン・ウインド」を歌唱している。第44話では、さやかの服を着て外出してしまい、ウェディングドレスなどのコスプレを披露した。
- 撮影会の衣装は、歌手の早見優がテレビ番組で着用した衣装を参考にして衣装部で用意したものであるが、本編では未使用となった。また、夏季に着用していたアロハシャツは、演じる大石麻衣の母親が作った。

チェンジフェニックス
翼麻衣が変身する戦士。スーツカラーはピンク。
伝説獣フェニックスの力を宿し、鳥の羽ばたきのような動きで敵を蹴散らす拳法技を用いる。また、疾風に負けない力を誇り、パワー攻撃も得意とする。

### 地球守備隊
伊吹長官（）
自身の提唱した「電撃戦隊」を率いる地球守備隊の指揮官。訓練の時は極めて厳しいが、普段は優しく頼もしい、隊員たちにとっての父親的存在。基地内に温泉を造って皆の交友を図ったりもしていた。戦士としてもかなり高い戦闘力を持っており、自ら先頭に立って戦ったこともあった。
アースフォースの存在を把握していたことを初めとし、宇宙の伝説や生物に関する知識が豊富であるが、それは彼の隠された素性に原因があった。終盤でチェンジマンが危機に陥った際、自らその正体を明かす。
ヒース星人ユイ・イブキ
ゴズマによって滅ぼされたヒース星唯一の生き残りであり、伊吹長官の真の姿。青い光球に変身することも可能。宇宙を彷徨い、様々な知識と教養を蓄えながら地球に辿り着いた。最終回にて同じく故郷を失った異星人たちとともに惑星再建のため宇宙へ旅立っていった。

戦士団
伊吹長官の厳しい訓練を乗り越えてきた地球守備隊の選抜チーム。アースフォースに選ばれたチェンジマン5人は彼らの代表である。チェンジマンのサポートが主な任務だが、歓迎式では剣たちを挑発したり、時には彼らに代わってゴズマと戦おうとするなど、内心ではチェンジマンになりたかった願望を秘めている。さやかとともにゴズマの宇宙獣士対策をするチームやマシンの整備を行うチーム、科学開発チームなどもいる。

その他
第5話で地球守備隊の最高責任者のジョンソン総司令が、第5話と第36話で地球守備隊日本支部の最高司令官である本田司令官が登場している。
ジョンソン総司令は日本に住む孫娘のマリアがゴズマに拉致されたこともあったが、事件解決後は電撃戦隊を全面的に支援した。本田司令官は伊吹長官の計画を支持し、電撃戦隊結成に尽力した。

### 異星人
リゲル星人ナナ
第13・14・32・33・42・43・51 - 55話に登場。天才的な頭脳を持つテクノ惑星リゲルの少女。リゲル星の宇宙小動物・クゥクをペットにしている。父親そっくりの地球人・熊沢博士を本物の父親と信じてしまう。ゴズマに協力する熊沢博士に騙され、ギョダーイをパワーアップさせるエネルギー転換フード装置を作り、バラスとトカゲを巨大化させた。熊沢博士の死後は田村一家に助けられ、普通の女の子（小学2年生）として平和に暮らしていたが、リゲル星人は成長する段階でそれを浴びた生物を強化させる作用を持つリゲルオーラを発するため、その力を求めるギルークとアハメスに狙われる。当初は幼い女の子だったが、リゲルオーラを放出して一気に成長し、成人の姿になった。成長後は女子高に通うようになり学園生活を楽しんでいたが、ゴーストギルークに狙われ、生涯一度しか放出しないはずのリゲルオーラを再び放出した。剣飛竜に助けられ、それ以後は彼を慕うようになる。レーザーライフルが武器。第42話では剣とオクラホマミキサーを踊った。剣を助けるために単身危地に乗り込んで逆に捕まったことによって、物語は最終決戦へと突入していく。
メルル星人さくら
第16話、第55話に登場。天使のような翼を持つメルル星人の少女。メルル星人は人間の争いの感情を消す力を持っており、それゆえにバズーに真っ先に狙われ、滅ぼされた。だが、メルル星人はメルル星が滅ぶ時、その子孫をさまざまな星へ脱出させた。さくらもその一人であり、地球で普通の人間として暮らしていたが、メルル星人が残したメモリードールによってメルル星人としての記憶と能力が復活。宇宙に散っているメルル星人の子孫とともに宇宙の平和を取り戻すために飛び立っていったが、最終決戦で駆けつけ、チェンジマンに協力する。
ゲーター一家
ゾーリー
第27・47・49 - 51・53 - 55話に登場。ナビ星からやって来た航海士ゲーターの妻。夫をナビ星に連れ戻すため、一時はゴズマに協力する。登場時点で懐妊しており、終盤、地球でクックを出産した。
ピンク色のバリアーを作り出して対象を包んで守ったり、包んで守ったまま浮遊移動させる力を持ち、たびたびチェンジマンたちを危機から救っている。
- デザインイメージは大屋政子。初登場時の造型はデザイン画に似ておらず、再登場時に修正された。

ワラジー
第27・47・49 - 51・53 - 55話に登場。ゲーターの息子。父のことを尊敬しており、父に会いたい一心で地球に来た。彼が奏でるオカリナの音はゴズマの幹部たちに望郷の念を抱かせ、組織を大きく揺るがす契機になる。
- デザインイメージは吊ズボンの小学生。

クック
第51・53 - 55話に登場。地球で生まれたゲーターの娘。彼女の誕生はゲーターの心を大きく揺さぶり、後に彼の離反に繋がった。

## 装備・戦力

### 共通装備・技
チェンジブレス
チェンジマンの5人が左腕に装備している変身・通信用のブレス。「レッツ！チェンジ！」のコールとともにしゃがみ、すぐに立ち上がりながら自分のコード名を発声し、ブレスを天にかざすとブレスから伝説獣マークとチェンジスーツが放出され、チェンジマンへの変身を完了する。ブレス脇の銃口部からブレスレーザーを発射する機能も備えている。またブレス本体には通信モニターも搭載され、モニターのカバーはブレスレーザーの照準機としても機能する。「チェンジマンスーツ解除」のかけ声で、変身解除する。
チェンジマンの5人だけでなく、第1話での地獄の特訓に参加していた士官も全員装備していた。
チェンジスーツ
変身時にメンバーの周りにアースフォースが充満することで装着される、地球の神秘の力と超科学の結晶である強化服。ヘルメットの額の部分にはそれぞれ自身のコードネームと同じ伝説獣のエンブレムのアースフォースシグナルと索敵機のサーチャービジョンが搭載されている。スーツ本体は、敵の攻撃から装着者を守り、30分間の水中活動も可能にするほか、左胸のパワーインジケーターや、チェンジマンのエンブレムが施されたバックル内側のアースフォース調節装置であるアースフォースバランサー、グローブ内側のショックポイント、ブーツ内側のジャンプ用ブースターなどが備わっており、これらの装置によって装着者の力が何倍にも強化され、鉄板を貫くほどの高速パンチ、ヒドラー兵なら50メートル先まで蹴り飛ばせるキック、30メートルの距離まで跳躍し、同時に放つパンチとキックを5倍のパワーに高められるジャンプを披露でき、重さ800キロを持ち上げることも可能となる。また、ベルト左部にはズーカ収納ボックスが装備されている。
チェンジソード
メンバー全員が右腰のホルスターで携行するレーザー銃。エネルギーバランサーとアースフォース増幅装置が内蔵された銃身部とグリップ部に分かれており、銃身部からは刃が伸びて厚さ5cmの鋼鉄を切り裂く剣になり、グリップ部は展開してレーザーを跳ね返す小型の盾になる。
第38話では野球のバットに変形した。
- プロップは金属製・樹脂製・ウレタン製などが製作された。

### ズーカ
チェンジマンがそれぞれ所持するパワーバズーカのパーツで、それぞれ必中必殺の最強武器としても使用可能で、強力な弾丸を放つ。チェンジマンのベルト左部にあるズーカボックスに収納されている。
ドラゴンズーカ
パワーバズーカ時は本体となるバズーカ砲。ズーカの中でも最大の威力を誇る。大型戦車1台分のパワーを持つ。

グリフォンズーカ
パワーバズーカ時は銃口（マズル）部となるバズーカ砲。小型戦車並みの破壊力を持つ。

ペガサスズーカ
パワーバズーカ時は中央部下となるバズーカ砲。鉄骨を爆破する破壊力を持つ。フォルムはU字型で、唯一二つの銃口を有する。

マーメイドズーカ
パワーバズーカ時はスコープ部となるバズーカ砲。小型でインスタントカメラを持つように使用するが、大岩を砕く破壊力と高い命中精度を持つ。

フェニックスズーカ
パワーバズーカ時は中央部上となるバズーカ砲。籠手のような形状で弾道誘導装置も兼ねている。

パワーバズーカ
5人の持つズーカを組み立てて完成する大型バズーカ砲。ドラゴンが「セット！」と叫んで弾丸を挿入し、マーメイドが狙いを定め「マーク」と発声した後、ドラゴンの「ファイア！」の発声とともにアースグレーンと呼ばれるごく小さな粒状の物質をコアとしたアースフォースによって変換された特殊砲弾が発射される。
第36話以降は、アースフォースの強化により聖獣のパワーを込めた金色の強化弾丸を装填する形で敵に打ち込まれるようになり、3倍の威力に強化されている。これ以後、宇宙獣士が粉々に砕け散るというシーンが加わった演出によってパワーアップが表現されている。
- 本作品以降、スーパー戦隊シリーズでは巨大バズーカ砲が必殺武器として定番化した。大型武器としては初めて玩具化もされた。

### 個人武器・技
チェンジドラゴン
ドラゴンアタック
ドラゴンのポーズを取りアースフォースで体を包み、高く舞い上がった後、落下スピードを乗せてアースフォースエネルギーを両腕で敵の体に叩き込む。
ドラゴンサンダー
ドラゴンパワーで空中から電気エネルギーを全身に漲らせ、敵に電撃を浴びせる。
ドラゴンボール
剣が高校球児時代に編み出した消える剛球。親友のキャッチャーに大怪我をさせたために封印していたが、第9話でオーズの弱点である目を大空が開発した爆弾ボールで攻撃するために使用。第38話でも、ドロンの呼び出した幽霊野球選手と試合を行って成仏させるために使用。
ドラゴンキック
右足にアースフォースを集中させて放つ、空中からの跳び蹴り。
ドラゴンソード
ドラゴンボールの応用技。チェンジソードにアースフォースを集めてジャンプし、空中でひねりながら反転し、敵に投げつける。敵の目前で一瞬消えた後に敵に突き刺さる。ドロンの不死身能力を破るために使用。
反重力ベルト
さやかが科学開発チームと共同で開発した重力を制御して空を飛ぶことが可能になるベルト。チェンジドラゴンがジーグとの戦闘で使用。元は5人全員に作られたが、設計ミスで爆発し全員負傷、これに逆上した疾風が大空と麻衣を連れて、独断で出撃してしまったため、さやかを信じる剣の協力で完成した。

チェンジグリフォン
グリフォンアタック
グリフォンのポーズを取り、空中からアースフォースエネルギーを敵の体に叩き込む。
グリフォンマグマギャラクシィ
グリフォンパワーで大地を割り、マグマを噴出させて攻撃する。
グリフォンアニマルアクション
敵の体を掴み、バックドロップを決める。

チェンジペガサス
ペガサスアタック
ペガサスのポーズを取り、空中からアースフォースエネルギーを敵の体に叩き込む。
ペガサスイナズマスパーク
ペガサスパワーで空中からペガサスの形を模した雷光を放射する。

チェンジマーメイド
マーメイドアタック
マーメイドのポーズを取り、空中からアースフォースエネルギーを両腕で敵の体に叩き込む。
マーメイドタイフーンウェーブ
マーメイドパワーで凄まじい水流を両手から巻き起こし、相手を吹き飛ばす。
マーメイドビッグウェーブ
アースフォースの力で大波を呼び寄せ、波乗りのポーズで体当たりする。

チェンジフェニックス
フェニックスアタック
フェニックスのポーズを取り空中からアースフォースエネルギーを両腕で敵の体に叩き込む。フェニックスのみ、鳥のように舞いながら、空中一回転してから攻撃態勢に入る。他の戦士はほぼ垂直方向に飛んで攻撃態勢に入る。
フェニックスファイヤー
フェニックスパワーで高熱火炎を前に出した両手から放射する。
フェニックスファイヤーボンバー
両腕を交差させ、背後に発生させた大爆発とともに敵に体当たりする。

### 合体技
電撃フラッシュ
5つの伝説獣の力を集め、体から強烈な電撃を放射して敵に攻撃する。単体でも使用可能。劇場版第1作では、カミラによってヒトデ人間にされた人々を元に戻した。
パワーシュート
額のマークから伝説獣の形を模したアースフォースを放って攻撃する。単体でも使用可能。
チェンジフラッシュ
5人で同時に体を発光させて、敵の視力を奪う。第17話で使用、アハメスの目を眩ませて異空間から脱出した。
ペンタフォーメーション
宇宙獣士を取り囲んで、5方向から一斉にチェンジソード銃モードの光線を放つ。
電撃ビクトリービーム
空中で5人がV字を描くように並び、一点にチェンジソード銃モードの光線を放つ。
アースフォース電撃ソード
5人のアースフォースを込めたチェンジソードを合わせ、剣先から電撃を放つ。ギラスの左胸の傷を攻撃してダメージを与えた。
クロスハリケーン
「クロスハリケーンソード」とも呼ばれる。5人のチェンジソードと盾を組み合わせた物を星状に組み合わせて敵の攻撃を跳ね返し、エネルギービームを放ち、星型の赤いオーラを浴びせる。
マーメイドとフェニックスの合体技
ダブルハリケーンソード
マーメイドとフェニックスが背中合わせに立ち、空中で錐揉み回転しながらチェンジソード銃モードを連射する。
ダブルソード・オーロラシューティング
マーメイドとフェニックスが空中で虹を描くようにきりもみ回転しながらチェンジソード銃モードを一点集中で連射する。

### 基地・メカニック
電撃戦隊基地
東京郊外の富士山麓の地球守備隊日本支部の地下にある基地施設で、内部には司令室、各メカニックの格納庫、各防衛施設や隊員の寄宿舎、共同浴場、プール、娯楽室など、多数の設備がある。地上の出入り口は厳重に監視されており、出入りには指紋認証や電波感知装置が必要。また、侵入者発見情報は「Time is money」の暗号で司令室に伝えられる。第53話でのアハメスによる奇襲・自爆により壊滅した。
オートチェンジャー
各メンバーに配備された超機動オートバイ。機体毎に各人のマークとカラーリングが施されている。フロントカウルに前方レーダーとコンピューターを、テール部分に後方センサーをそれぞれ搭載しており、高速走行の際に各人のパーソナルカラーのエネルギーを放出する。高い機動力を誇るものの、全パワーを発揮すると危険なため、リミッターが掛けられており、戦士団のメカニック要員の猪熊しか調整することが出来ないが、一度だけフルパワーを出している。
武器にチェンジャーミサイルを追加装備しているが、作中では未使用。
チェンジクルーザー
全員で搭乗も可能な特殊4WD。主にドラゴンが運転する。
頑強な金属で製作された車体全体は、敵の攻撃を跳ね返し、強力なエンジンに加え、レーダーや金属探査装置などのサーチメカを装備する。ボンネット上のフォグランプが探査ビーム砲になっており、クルーザーミサイルを装備。
ベース車は、トヨタ・ハイラックス。
パトロールカー
変身前に移動する際やパトロールする際に搭乗する車。特別な機能や武装は装備されていない。主に大空が運転するが、さやかや麻衣が運転することもあった。
パトロール用バイク
変身前の移動やパトロールの際に搭乗するバイク。特別な改造や武装は装備されていない。主に剣と疾風が搭乗するが、大空が搭乗することもあった。また、麻衣はオフロードタイプの専用バイクを使用している。
ジェットスキー
各メンバーに配備された特殊機動マシン。車体はペガサスとマーメイド、フェニックスのカラーリングに塗られている。武装はないが、高い機動性を持つ。
電撃戦隊ヘリ
地球守備隊のヘリコプター。AH-1 ヒューイコブラのほか、第1話ではヒューズモデル500、劇場版第2作ではエンストーム280C-シャークを使用している。
- 東映プロデューサーの鈴木武幸によれば、第1話でのヘリコプターの使用は監督の堀長文の要望によるものであった。

シャトルベース
電撃戦隊戦士団の活動拠点であり、チェンジロボに合体する3機のメカの母艦。割れた地表からカタパルトが展開し、発進する。無人操縦や大気圏を離脱して長期間の宇宙空間での惑星間航行が可能。第7話では、アトランタ星人タロー（宇宙獣士デモス）の宇宙葬を執り行った。
武器はシャトルビッグレーザーとシャトルミサイル。
ジェットチェンジャー1
チェンジドラゴンが搭乗する巨大戦闘機。シャトルベースでは機首内に格納され、開いた機首から発進する。本機の機首内部にはコンピューターとレーダーが、中央部にはチェンジロボのメインエンジンが搭載されており、3台のマシンの中では、ゴズマ戦闘機との戦いをメインとしている。
武器は2門のレーザービーム砲。
チェンジロボの頭・胴体・膝より上（大腿）を構成する。
ヘリチェンジャー2
チェンジグリフォンとチェンジマーメイドが搭乗する巨大戦闘ヘリ。シャトルベースでは後部内に格納され、左右に展開した上部ハッチから発進する。本機の中央部にはチェンジロボのメインコンピューターが搭載されており、垂直離着陸が可能で、その機動性からパトロールや探索任務にも活用される。パトロール目的でペガサスが、私用目的でフェニックスが同乗したこともあった。
武器は2基の大型ミサイル、2門のバルカン砲、機首の左右に2門ずつ計4門備わったガトリング砲。ロープを機体下部から伸ばすことも可能で、第5話ではジョンソン総司令の孫娘マリアを救出したグリフォンが彼女を抱き抱えてローブに掴まり脱出している。
チェンジロボの胸部・両腕を構成し、後者の肘部分にはパンチ力増幅装置が内蔵されている
- スーパー戦隊シリーズ初のヘリコプター型メカである。飛行シーンは、セットを立ててミニチュアを横から吊るかたちで撮影された。

ランドチェンジャー3
チェンジペガサスとチェンジフェニックスが搭乗する巨大万能タンク。シャトルベースではボディが左右に分離した状態で後部内に格納され、ボディ中央で合体し機首から地上に降下する。ゴズマが地球に築いた侵略用施設への攻撃を主としている。
武器は車体後部から発射される2基のミサイルとドリル。
チェンジロボの膝より下の脚部を構成する。
チェンジロボ
ジェットチェンジャー1、ヘリチェンジャー2、ランドチェンジャー3がアースコンバージョンした巨大ロボ。チェンジドラゴンが「アースコンバージョン、スタート！」と言うとジェットチェンジャー1とヘリチェンジャー2が空中で上半身に合体、ランドチェンジャー3は地上で下半身に変形し、最後に全員で「合体・アースコンバージョン」の掛け声で空中の上半身が降下して地上の下半身と合体する。装甲はトラドクス合金製で、防御力が高い。動力源はグランボルト融合エネルギーとアースフォーススーパー反応エネルギーを併用しており、ヒース星の技術を用いている。通常は3機のメカの形態で巨大空母シャトルベースに積載されているが、チェンジロボに合体した状態で出撃する場合もある。胸部内にオートチェンジャーを格納することもできる。
装備
電撃剣
チェンジロボの主装備である長剣。長さ：31.7メートル、刃渡り：23.2メートル、重さ：78トン。トラドニウム合金製。
チェンジシールド
電撃剣を収納する防御用の盾。トラドクス合金製。
チェンジバルカン
空爆にも用いる両肩のバルカン砲。ヘリチェンジャー2のバルカン砲と同一。
チェンジロボミサイル
開いた腹部ハッチから発射する二連装の小型ミサイル。
チェンジロボフラッシュ
両目から発射する目つぶし光線。
チェンジロボビーム
チェンジロボフラッシュの別仕様。ビームの色や形状が異なる。
技
電撃剣スーパーサンダーボルト
落とした稲妻によるプラズマエネルギーを帯びた電撃剣をアースフォースで強化し、相手を袈裟懸けに2回斬る必殺技。メインパイロットであるチェンジドラゴンが「電撃剣！」と言ってボタンを押すとチェンジロボがチェンジシールドから電撃剣を引き抜く。その後で雷鳴とともにチェンジドラゴンが「電撃剣・スーパーサンダーボルト！」の掛け声とともに左右の操縦桿を右、左の順で引いた後2本同時に前へ倒す動作でコマンド入力が完了し、必殺技が発動される。
電撃剣風車斬り
独楽のようにスピン回転しながらすれ違いざまに横一文字に水平斬り。
電撃剣つばめ返し
第33話において、円を描きながら複数のゴズマ戦闘機を叩き落すように斬る。
電撃剣ブリザード返し
電撃剣とチェンジシールドを組み合わせて回転させた技。第50話のジャン戦でブリザードアタックを跳ね返すべく使用した。
スーパージャンプ
空高く舞い上がって、ミサイル攻撃などに繋げる。

スペック
| 名称                  | 全長            | 重量              | スピード                     | その他                   |
| --------------------- | --------------- | ----------------- | ---------------------------- | ------------------------ |
| シャトルベース        | 90.3 m[出典 28] | 6,700 t[出典 28]  | マッハ1.2[出典 28]           |                          |
| ジェットチェンジャー1 | 34.9 m[出典 28] | 98 t[出典 28]     | マッハ8.5[出典 28]           |                          |
| ヘリチェンジャー2     | 36.9 m[出典 28] | 62 t[出典 28]     | 620 km/h[出典 28]            |                          |
| ランドチェンジャー3   | 30.6 m[出典 28] | 870 t[出典 28]    | 280 km/h[出典 28]            |                          |
| オートチェンジャー    | 2.3 m[出典 24]  |                   | 340 km/h[出典 26]            | 最大跳躍力：50 m[56][55] |
| チェンジクルーザー    | 4.9 m[出典 24]  | 520 km/h[出典 26] |                              |                          |
| 電撃戦隊ヘリ          |                 |                   | 235 km/h[69]                 |                          |
| 名称                  | 全高            | 重量              | スピード                     | 出力                     |
| チェンジロボ          | 54.2 m[出典 37] | 1,030 t[出典 38]  | 飛行速度：マッハ1.5[出典 39] | 175万馬力[出典 34]       |

## 大星団ゴズマ
星王バズーを頂点とし、全宇宙の支配を目論む強大な各惑星の異星人の混成軍団。全宇宙で侵略を進めており、地球も侵略対象の1つでしかない。宇宙の星々を次々と滅ぼし、その生き残りを自軍の戦力として取り込み戦力を増大させており、全宇宙最大級の脅威となっている。組織の規模は強大で、全宇宙の大部分を既に支配しており、地球にやって来たギルークたちの部隊でさえ一方面軍に過ぎず、歴代のスーパー戦隊の敵組織でも群を抜く規模を持つ。メンバーの中にはかつてはギルークやアハメスのようにゴズマの侵略に立ち向かった者もいるが、圧倒的な力の前に屈し、母星の再興を条件に忠誠を誓っている。地球遠征軍は戦艦ゴズマードを拠点とし、ゴズマ戦闘機や宇宙各地から呼び寄せた宇宙獣士を地球に送り込む。また、作戦によっては、宇宙獣士に関連した生物を持ち込んだこともある。
各幹部・レギュラーの身長・体重などの設定はない。
- デザインを担当した出渕裕は、様々な星の宇宙人で構成されるという設定からあえて共通要素を持たせず、どれだけバリエーションを出せるかということを目指した[71]。出渕は従来の東映のイメージの他に円谷プロダクションや海外のSF作品のイメージも取り入れている[71]。
- 敵の設定が銀河規模の大帝国にされたのは宇宙刑事シリーズ終了を受けてのこと[10]。

星王バズー
大星団ゴズマの支配者。手足のない機械の胴体に首だけが接続されたような姿をしており、その姿を見た全ての生物が恐怖を感じるという。惑星侵略さえ行っていれば、基本的な指針は部下が立てることに異論は挟まず静観する一方、目的のためには幹部クラスの部下でも使い捨てにすることを厭わない。一方で、第11話のように、自ら作戦を指示することもある。額から雷撃光線・天罰光線で作戦に失敗した者を罰する。実はその姿は暗黒空間から出現するホログラフィであり、正体は惑星型巨大生命体ゴズマスターであった。
ゴズマスター
第55話に登場。星王バズーの正体。巨大な意思を持つ惑星型生命体で、宇宙の星を食べて大きくなっていた。ハレー彗星の尾に隠れて地球を襲う一方、メルル星人さくらの導きでやって来たチェンジマンと伊吹長官を飲み込み、体内で溶かそうとしたが、一緒に飲み込んだメモリードールを、チェンジマンのパワーバズーカの音でやって来たギョダーイの巨大化光線で巨大化されて、チェンジマンたちは脱出。その後チェンジマンがチェンジロボに搭乗し、中心部に侵入して電撃剣スーパーサンダーボルトを炸裂させたことで、宇宙の藻屑となった。
- バズーの正体は当初設定されておらず、終盤に出渕裕のアイデアが採用された。クレーターを表面に入れているが、その1つが目玉のようになっている。

ギルーク司令官
第1 - 33話に登場。大星団ゴズマの地球方面遠征軍司令官で、ギラス星の出身。ギラス星最強の武人でギラス鋼鉄を鍛えたギラス剣を携え、戦闘の際はギラス二刀流を駆使する。
かつては勇猛な戦士としてギラス星防衛のためバズーと戦ったが、最終的には敗れその軍門に降った。母星の再興を条件に地球侵略に着手した。当初は副官に作戦を指揮させていたが、度重なる失敗のため21話以降自ら前線に立ち、33話で追放宣告を受け、同話で戦闘能力を喪失し致命傷を負ったところで「宇宙の墓場」へと追放される。
- 初期はギラークという名称だった。デザイン段階で配役が決定していたため、初めから山本昌平を想定して描かれている。デザインを担当した出渕裕は、顔は白塗りでスキンヘッドを金色の飾りで覆う姿を想定していたが、飾りが演じる山本が被ることができなかったためヘルメット状に作り直され、顔の色も山本の発案で金塗りとなった。ゴーストギルークやスーパーギルークでは本来想定していた顔に近づけている。

ゴーストギルーク
第38 - 43話に登場。死にかけた宇宙獣士ザドスに乗り移ることによって宇宙墓場から舞い戻った幽霊体。不完全な体のため、長時間実体化していることができず、完全な肉体を求めて行動することもある。
- デザインは舞台衣装を意識しており、出渕は辻村ジュサブローが人形制作を担当した『王女メディア』の影響を受けたと述べている。

スーパーギルーク
第43 - 54話に登場。リゲルオーラを浴び、宇宙獣士ザドスとともに実体を取り戻した上、悪魔のスーパー能力を得てパワーアップを果たした完全体。
両目と胸部の球体からビームを発射し、球体の回りのスリットからは宇宙獣士化光線を放ち、ステッキを掲げて炎の隕石弾スペースバスターを降らせる。
- デザインを担当した出渕は、デザインイメージとして山本が演じた特撮テレビ番組『スターウルフ』のハルカン司令を挙げている。また、あえて古いものに立ち返ることで新鮮味を出すため『ナショナルキッド』のインカ金星人もイメージしている。

宇宙獣士ギラス
第54話に登場。冒頭でチェンジマンを圧倒し、ゴズマードの中で酒盛りをしていたところを、ドラゴンに後ろからチェンジソードを胸に食らい、ゴズマードごと放り出されたスーパーギルークが、最終決戦で変身した最後の宇宙獣士。
武器は胸と眼からのビーム、両腕と一体化したギラス剣、ギラス剣をクロスして放つ電撃波。
恐るべき攻撃でチェンジマンを終始圧倒。これまでの最強の宇宙獣士とまで言わせるほど苦戦させたが、ギラスになる前につけられた左胸の傷をアースフォース電撃ソードで攻撃されて怯み、パワーバズーカの砲撃で敗れ去った。巨大化後も前述の武器で圧倒するが、胸を電撃剣風車斬りで斬られ、電撃剣スーパーサンダーボルトで爆死した。
- 頭部のデザインは、出渕がギルーク司令官で当初想定していた意匠となっている。

副官ブーバ
第1 - 52話に登場。元宇宙海賊で、星王バズーを恐れ屈服している以外、ゴズマ参入の経緯を含めたその出自は一切不明。戦闘力は極めて高く、ギルークの副官としてチェンジマンを幾度となく窮地に追い込んだ。
愛用する武器はブルバドス。初代は大鎌の形だったが、チェンジドラゴンに折られ、以降は2代目の大刀を使う。その2代目も宇宙獣士ゾルテのゾルテガスによって溶けてしまい、最後の一騎討ちの際に使い、自身の墓標となったブルバドスは3代目である。
シーマが倒れかかった時に満更でもない反応をしたり、ワラジーのオカリナをシーマが吹いた後間接キスを気にしたり、後述のシーマ脱走の補助などシーマに思いを寄せている描写が随所にある。また、元相棒の女海賊ジールと2人で生きようと誘われるなど、硬派な一面に反して恋多き男だった。
アハメスに使い捨てにされそうになったシーマを救うため、その脱走の意思を確認した上で秘技ブルバドス活人剣で彼女を斬殺するように見せかけて一時的な仮死状態にさせ、自らはドラゴンとの一騎討ちで壮絶な最期を遂げた。
- モチーフは鎧武者。デザインのイメージは『スタートレック』のクリンゴン人。また、和風テイストとして落ち武者のイメージも取り入れている。
- 後に、1987年の映画『プレデター』の異星人と似ていると噂になった。

副官シーマ
元アマンガ星の王女。ブーバとともにギルークの副官として活躍する。武器は電磁鞭・シーバーの仕込まれたシーバーステッキ。当初はトーンの低い男のような声でしゃべっていたが、それは戦士の状態での声らしく、作戦で変身した際や戦闘で記憶を失ったり、ゴズマ脱退後などに地球人とよく似たアマンガ星人の姿に戻った際には女性の声になっていた。また、宇宙的大スターである宇宙獣士ボルタのファンであり、彼の姿を見た時は興奮のあまり失神するという、意外にもミーハーな面もある。
終盤では強制的に宇宙獣士ズーネに変化させられたり、ゲーターの脱走を目の当たりにしたことで侵略行為への疑念に苛まれるようになる。そして、自らの出すアマンガエネルギーと相反する反アマンガエネルギーを出して故郷を壊滅させた種族の宇宙獣士ダリルとともに、アハメスからその命と引換えにチェンジマン抹殺を強要されたのを契機に、ブーバの協力によりゴズマを離反し、その後はチェンジマンとともにゴズマと戦った。離反後は長剣を武器としている。
- ラフ案では参謀シーマという名称だった。デザイン画ではメッシュの入った金髪のショートカットであったが、藤枝が配役されたことを受けてセミロングの黒髪に変更された。

女王アハメス
第17話より登場。かつてはギルークと同盟を組み、バズーに抗戦していた元アマゾ星の女王。当初は独自のルートで配下の宇宙獣士を呼び寄せ、ギルークたちとは別行動をとっていた。その後リゲルオーラを浴びてパワーアップし、ハードウォール、ハードアタックなどのスーパーパワーを手に入れる。三獣士や宇宙怪鳥ジャンゲランを従えたアハメスは、ギルークの失脚によって新たな司令官の座に着任する。リゲルオーラを横取りしたり、シーマとダリルを捨て駒にしてチェンジマンを倒そうとするなど、自分のみ甘い汁を吸う作戦が多く、その狡猾な性格から疾風に「女狐」呼ばわりされた。だが、電撃戦隊の奮闘の前に失敗を重ね、バズーによってジャンゲランを2体の宇宙獣士にされる。それは即ち司令官の座から降ろされたことを示していた。
最後はバズーとスーパーギルークの力で宇宙獣士メーズに変えられ、自力で宇宙獣士と分離するも既に精神が崩壊しており、母星の返還をバズーに懇願しながら狂乱状態のまま電撃戦隊の秘密基地もろとも爆死して果てた。
- 非常に人気の高いキャラクターであり、アハメスの死が描かれた第53話は『チェンジマン』の最高視聴率を達成している。
- デザイナーの出渕裕によると、アハメスの初期スーツは妖狐をモチーフにしていたとのこと。辻村ジュサブローによる人形のイメージから能や歌舞伎などの日本的な要素を取り入れている。デザイン画では髪型は連獅子を意識していたが、かつらを新規に用意できなかったため実現しなかった。強化後の衣装は鎧と陣羽織がモチーフとなっている。
- 演じた黒田福美はギリシア神話のメディアをイメージしたが、実際の演技ではもっと高いテンションで演じる必要性を感じ、割り切った演技を心がけたという。

宇宙獣士メーズ
第53話に登場。第52話の作戦の失敗、ブーバの戦死、シーマの裏切りの責任を取らされ、バズーとスーパーギルークによってアハメスが宇宙獣士と化した姿。その姿は強化前のアハメスに似ている。武器は鍚杖と眼からの強力な電撃波。
戦いの第1ラウンドではパワーバズーカをはじき返し、続く第2ラウンドでは電撃戦隊の秘密基地を割り出し攻撃するも、ヒース星人の正体を現した伊吹長官に阻まれる。そして最後は前述の通り、アハメスは自力で分離して、秘密基地もろとも爆死、一方のメーズは弱体化して、パワーバズーカ→電撃剣スーパーサンダーボルトに敗れた。
- デザインは初期の衣装をモチーフに連獅子のイメージが取り入れられている。

航海士ゲーター
母艦ゴズマードの航海士でナビ星の出身。ひょうきん者で、かなりの怖がり屋。星王バズーの怒りを受けて小便を漏らす事もある。故郷に身重の妻ゾーリーと息子ワラジーを置いて単身赴任している。犬とゴキブリが苦手。彼を追って地球にやってきたゾーリー・ワラジーの度重なる説得にもかかわらず、ゴズマに対する恐怖心から脱け出せずにいたが、ゾーリーがクックを出産したことを契機に「生まれてくる子供を抱きたい」という一心でゴズマから脱走する。バズーの発言によればゲーターがゴズマ始まって以来最初の裏切り者であるらしく、次第に表面化するゴズマ分裂の先駆けになった。妻子共々、関西弁をしゃべっていた。
当初は人間サイズの黒いブーツを履いていたが、途中から巨大なブーツに変更されている。

ギョダーイ
ギョダーイ星の原生生物で、口の中に巨大な単眼を持つ。この単眼から照射される光線には対象の生命力を活性化し、再生・巨大化させる作用があるため、倒された宇宙獣士を復活させる目的で飼育されている。光線発射にはかなりの体力を消耗するため、普段は母艦ゴズマード内で寝てばかりいる。その能力からゴズマによって乱獲され利用されているだけで、ギョダーイ自体は悪意の無い生物である。
「ギョ〜ッ、ギョ〜ッ」という声を発するのみで言葉を話せないが、巨大化光線を照射する時は「ギョギョギョギョギョダーイ！」と叫ぶ。知能はウシくらい。キーガに寄生されていた時は鉄を食べていたが、通常時の食料は不明。
爆発寸前のゴズマードから救出されて仲間になり、最終決戦にて意外な方法でチェンジマンのピンチを救う活躍をすることになる。
- スーツは『超電子バイオマン』のクモカンスと同じ手に杖を持たせる構造が用いられている。

宇宙獣士
ゴズマの侵略の尖兵となって働く宇宙動物と宇宙人を合成した野獣から知的生命体たち。故郷の星をゴズマに侵略され、解放を条件に服従した被征服者が多いが、単純に殺戮を楽しんでいる者も少なからずいる。知能や能力は個体差が大きく、第9話のオーズのように言葉も話せない獣同様の者から、第7話のデモスのように幹部級の戦闘能力や頭脳を有する者、ボルタのように宇宙の人気スターになった者までいる。戦歴も多様であり、ギラス星でギルークとコンビを組んでいたゾビーや、かつてシーマの養育係だったウーバ、ギルーク・アハメスの腹心だったマーゾ、幽閉の身から宇宙獣士に取り立てられてチェンジマンと戦わされたペインのようなものまでいろいろである。ことにデモスは地球人と先祖を同じくするほぼ同種族と言っていい存在であり、もしチェンジマンが戦いに敗れ地球がバズーに支配された場合、宇宙獣士として侵略に駆り出される運命になったであろうことが暗示されている。終盤ではゴズマの幹部がスーパーギルークやバズーの力で宇宙獣士化されるようになった。

ヒドラー兵
怪物のような顔をしたゴズマの下級兵士。体色は青。卵から生み出される。知性はなく、攻撃本能のみで動く。右手首に付いた口からの破壊光線やその口での噛み付きで敵に獣のように襲い掛かる。また、リング状の剣を武器としている。神出鬼没で、土中や壁の中など、どこからでも出現する。また、胸を発光させることで互いに情報を伝達することも可能。体に付けられたパイプが弱点で、そこを切られると悶え苦しみ、ガスを噴出しながら消滅してしまう。
- 前2作の戦闘員との差別化として不気味な雰囲気の宇宙人としてデザインされた。
- 第1話で大量のスライムをかけられて登場したため、子供の恐怖心を煽ってしまい、その後の地方ロケなどでもヒドラー兵が登場すると、撮影見学に来ていた子供たちが怖がって逃げ出してしまったという。
- 講談社の『スーパー戦隊大全集』には、出渕裕によるラフスケッチが掲載されているが、そのスケッチには「戦闘用ベム兵士」という名前が記載されている。

宇宙怪鳥ジャンゲラン
第32-50話に登場。アハメスが騎乗する双頭の怪鳥で、支配下に置くことは困難とされていた。地球上では時速450キロで飛行し、嵐を巻き起こす。金の首からは冷凍ストームを、銀の首からは火炎を吐く。最後の登場となる第50話でバズーによって分離され、それぞれジャン・ゲランとして宇宙獣士化された。
- 当初から2体の宇宙獣士に分離することが予定されていたため、双頭でデザインされた。

### ゴズマの戦力
母艦ゴズマード
ゴズマ地球方面遠征軍本拠地である宇宙要塞戦艦。全長302.1メートル。自己再生能力を有するゴズモナイト製。武器はキラーレーザーとゴズマ砲。宇宙空間から作戦行動を進めていたが、終盤で地球に侵攻し、稲妻状の攻撃で都市を破壊する。チェンジマンに占拠された後に大破した。
ゴズマ戦闘機
ゴズマードから発進する量産型宇宙戦闘機。単座席だが通常は自動操縦で出撃し、武器は機首のレーザー砲。ギョダーイが乗る特別仕様や、複座仕様のものも存在する。また、ドラゴンもゴズマードに乗り込む際に搭乗したことがある。
ゴズマポッド
宇宙獣士用の小型宇宙ポッド。イカルス王子も搭乗した。

## キャスト
メインライターの曽田博久は、メンバーについて意図的にイケメン俳優を選んだと述べている。
チェンジドラゴン / 剣飛竜役の選考は難航し、適任者が見つからなかった場合は過去に2度ブラックを演じた春田純一を起用する案もあった。これはヒーローが軍隊に所属していることから、変身前でも激しいアクションが要求されることに因るものである。このためクランクインは従来より遅い1984年11月末からとなった。実際に起用された浜田治希は、面接1回のみで合格したという。
シーマ役の藤枝かなは本職がモデルで役者経験はなかったため、キャラクター性を確立させるために男性の声が当てられた。
女王アハメス役の黒田福美は特撮にまったく縁がなかったが、時代劇の若娘のような役ばかりで不遇をかこっていたこともあり、鈴木武幸からの出演オファーを快諾。彼女の登場を印象づけるために長崎オランダ村でのロケが組まれた。
ブーバ役の岡本美登は、ブーバが退場する第52話の撮影終了後に交通事故で重傷を負い、退院後にアフレコには参加したが、その後半年間休養した。
岡元次郎と清家利一は本作品でスーツアクターデビューした。

### レギュラー・準レギュラー
- 剣飛竜 / チェンジドラゴン - 浜田治希
- 疾風翔 / チェンジグリフォン - 河合宏
- 大空勇馬 / チェンジペガサス - 和泉史郎
- 渚さやか / チェンジマーメイド - 西本ひろ子
- 翼麻衣 / チェンジフェニックス - 大石麻衣
- 伊吹長官 - 藤巻潤（1 - 8,11 - 53）
- 鈴木隊員 - 鈴木玄秀
- 庄司隊員 - 庄司浩和
- 野本隊員 - 野本奈穂子
- 菊池隊員 - 菊池香理
- 渡辺隊員 - 渡辺実
- ワラジー - 大原和彦
- ナナ - 早川美也子（第13・14・32・33話）→柴田時江（第33・42・43・51 - 55話）
- ギルーク司令官→スーパーギルーク - 山本昌平（第1 - 33・38 - 54話）
- 女王アハメス - 黒田福美（第17 - 21,24,26,29,31 - 53話）
- 星王バズー - 桑原一人
- 副官ブーバ - 岡本美登（第1 - 52話）
- 副官シーマ / 王女シーマ - 藤枝かな（演および第10・46・52 - 55話の声）

### 声の出演
※宇宙獣士関連は全てノンクレジット
- 星王バズー - 加藤精三
- 副官シーマ - 飯田道郎（第1 - 52話）
- 航海士ゲーター - 増岡弘
- ギョダーイ - 渡部猛（1,2,13,14,24,53 - 55）
- ゾーリー - 高坂真琴（53 - 55）
- ナレーター - 田中信夫

### ゲスト
- 本田司令官 - 松本朝夫（第5・36話）
- ジョンソン地球守備隊総司令官 - ウイルヘルム・ローシャイト（第5話）
- マリア - エリシヤ・スペア（第5話）
- 姉弟の姉 - 秦暎花（第12話）
- 熊沢博士 - 頭師孝雄（第13話、14話）
- サクラ - 茂野幸子（第16・55話）
- みちこ先生 - 名代杏子（第20話）
- 分校の生徒 - 斉藤吏絵子（第20話）
- ポセドニア星人水原新平 - 松川傑（第23話）
- 東郷直人 - 武見潤（第26話）
- ゼグ - 岩城力也（第31話）
- 田村夫婦 - 松田章生、ひし美ゆり子（第32・33話）
- みゆき先生 - 小野瀬ひろみ（第39話）
- イカルス - 福田健次（第41話）
- イカルスの母[21] - 西本ひろ子（第41話）
- アイラ - 中村容子（第45話）
- 犬人間（第4話）、警備兵（第45話） - 広瀬和久
- ジール - 橘美奈子（第48話）

### スーツアクター
当初は、軍隊であることから激しいアクションが変身前でも要求されるため、春田純一がレッド役の候補として一時期挙げられていた。
- チェンジドラゴン[23][85] - 新堀和男
- チェンジドラゴン（代役）[86] - 前田浩
- チェンジグリフォン[23][85] - 的場耕二
- チェンジペガサス[23][87]、西本ひろ子吹き替え[87] - 喜多川務
- チェンジマーメイド[23] - 赤田昌人
- チェンジフェニックス[23][88] - 蜂須賀祐一
- チェンジマーメイド（代役）、チェンジフェニックス（代役）[89] - 宮崎剛
- ギョダーイ[84][90]、ブーバ（代役）[91] - 日下秀昭
- ギョダーイ[84][92]、ヒドラー兵[92] - 岡元次郎
- ヒドラー兵 - 清家利一[84][93]、大竹浩二[94]

## スタッフ
メインライターは前年までに引き続き曽田博久。脇を固めるサブライターも藤井邦夫、鷺山京子が健筆を振るっている。東映プロデューサーの鈴木武幸は、シリーズが続くにつれて曽田が飽きていると感じたことから、番組設定を変えることで刺激を与えていったことを語っている。曽田はインタビューにおいて自分がメインで関わった中では『チェンジマン』が一番のお気に入りであると述べている。
監督陣は前作から引き続き堀長文、山田稔が続投。堀は演出本数は少ないが劇場版2本を成功に導き、山田は1年間フルにローテーションを守り続け、1年間で31作品の演出を手掛けた。その布陣に加え、第9話より長石多可男が新たに参加。長石は途中で4か月ローテーションを離れているが、この間はTBS『赤い秘密』でメイン監督を担当している。
『ダイナマン』『バイオマン』に続いてキャラクターデザインで登板となった出渕裕は、本作品では敵側キャラやメカのデザインに加えて、電撃戦隊側の制服デザインなども担当した。当時は後年のようにバンダイがヒーロー側の変身前コスチュームをアパレル展開することはしていなかったため、キャラクターデザインの一環として出渕が手掛けている。
- プロデューサー - 加藤守啓（テレビ朝日）、鈴木武幸（東映）、富田泰弘（東映エージエンシー）
- 原作 - 八手三郎
- 連載 - テレビマガジン、てれびくん、テレビランド
- 脚本 - 曽田博久、藤井邦夫、鷺山京子
- 音楽 - 矢野立美
- アクション監督 - 山岡淳二、西本良治郎（ジャパン・アクション・クラブ）
- 監督 - 堀長文、山田稔、長石多可男
- 撮影 - いのくままさお
- 照明 - 斉藤久、高橋弘
- 美術 - 山下宏
- キャラクターデザイン - 出渕裕、神田正宏（31話）[95][76]
- 録音 - 上出栄二郎
- 効果 - 大泉音映
- 選曲 - 石川孝
- 編集 - 山口一喜、成島一城、伊吹勝雄
- 製作担当 - 山本康郎
- 進行主任 - 奈良場稔
- 計測 - 黒須健雄、山賀俊夫、水野泰樹、川合俊二
- 記録 - 石川和枝、斉藤りさ、勝原成子、小林みどり
- 助監督 - 小中肇、八十島茂、諸田敏
- 製作デスク - 寺崎英世
- 装置 - 東映美術センター
- 操演 - 船越幹雄
- 美粧 - サン・メイク
- 衣裳 - 鷹志衣裳
- 装飾 - 装美社
- 企画協力 - 企画者104
- キャラクター制作 - レインボー造型企画
- 合成 - チャンネル16
- 現像 - 東映化学
- 車輌協力 - MAZDA
- オートバイ協力 - スズキ自動車
- ビデオ合成 - 東通ecgシステム（山本博司、近藤弘志、前岡良徹）
- （株）特撮研究所
  - 操演 - 鈴木昶、白熊栄次
  - 美術 - 藤田泰男
  - 撮影 - 高橋政千
  - 照明 - 加藤純弘
- 特撮監督 - 矢島信男
- 制作 - テレビ朝日、東映、東映エージエンシー

## 音楽
主題歌
本作品の主題歌および挿入歌を歌っている「KAGE」は、後に数々の特撮・アニメ・ゲームの主題歌を歌う影山ヒロノブである。影山が本作品で歌った楽曲はすべて「KAGE」名義となっており、「影山ヒロノブ」名義で歌うのは次回参加作の『光戦隊マスクマン』からとなっている。
影山によると、1985年当時はアニメ・特撮の地位が低かったことから、日本コロムビア側から「この先ロックシンガーとして進むのであれば、子供向けの歌のイメージが邪魔になる可能性もあるから別名義でいい」と気を使ってくれたことにより、本作品でのみKAGE名義として歌うことになったという。また、当時の影山はレイジー解散から本作品への参加まで歌手としての年収が7万円になるほどのどん底を味わっていた時期でもあり、建設現場のアルバイトをしながら小規模のライブハウスで歌手活動を続けていたところで本作品の依頼が来た際には「俺の歌を必要としてくれる人がいた」ことが嬉しかったと語っている。一方で、当時はライブ活動が中心であったため日本語の発音が乱れており、それを直すのに苦労したという。
オープニングテーマ「電撃戦隊チェンジマン」
作詞：さがらよしあき / 作曲：大野克夫 / 編曲：矢野立美 / 歌：KAGE
スーパー戦隊シリーズ歴代オープニングテーマでは初のシャッフルビートを用いた楽曲。これはアニメの普及とともに、番組主題歌のテンポが速くなってきたことを懸念した鈴木武幸が4ビートを主張したためで、反対はあったものの結果的に力強い曲が完成した。
総合格闘技大会PRIDEで活躍している格闘家ホドリゴ・グレイシーは、自身の入場曲にオープニングテーマを使用している。
エンディングテーマ「NEVER STOPチェンジマン」
作詞：さがらよしあき / 作曲：大野克夫 / 編曲：矢野立美 / 歌：KAGE
実際にエンディングテーマとして使用されたものの他、作曲の大野による同曲のデモテープが、2008年にリリースされたアルバム「幻のメロディー Vol.5」に収録されている。

挿入歌
「輝け！チェンジマン」
作詞：八手三郎 / 作曲・編曲：田中公平 / 歌：KAGE、こおろぎ'73、SHINES
「ファイト！チェンジロボ」（第5・6・8〜15・18・19・22・23・25・27・30・32〜34・38・40・42・45・49・53話・劇場版1・2）
作詞：八手三郎 / 作曲・編曲：田中公平 / 歌：KAGE
「LOVE FOREVER」
作詞：園部和範 / 作曲：大野克夫 / 編曲：矢野立美 / 歌：宮永尚美
エンディングテーマと同じく、作曲の大野による同曲のデモテープが、2008年にリリースされたアルバム「幻のメロディー Vol.5」に収録されている。
「WE CAN CHANGE」（第36話・最終回）
作詞：園部和範 / 作曲・編曲：矢野立美 / 歌：ジャパン・エコーシンガーズ、こおろぎ'73
「GREAT PASSION 〜情熱の嵐〜」（第8話）
作詞：さがらよしあき / 作曲：大野克夫 / 編曲：田中公平 / 歌：KAGE
エンディングテーマと同じく、作曲の大野による同曲のデモテープが、2008年にリリースされたアルバム「幻のメロディー Vol.5」に収録されている。
「ソルジャー・ドラゴン 〜勇者の道〜」
作詞：さがらよしあき / 作曲：大野克夫 / 編曲：田中公平 / 歌：KAGE
「マーメイド&フェニックス」
作詞：さがらよしあき / 作曲：大野克夫 / 編曲：田中公平 / 歌：宮永尚美
第15話ではイントロ部分のみが使用された。
次番組超新星フラッシュマンの劇場版予告においても、イントロ部分が使用された。
「アースフォース、宿命の星」
作詞：園部和範 / 作曲：熊谷安廣 / 編曲：田中公平 / 歌：KAGE
「若さでチェンジマン」(第30話)
作詞：及川恒平 / 作曲・編曲：田中公平 / 歌：KAGE
「ピンチはチャンスだ、チェンジマン」(第29・30・31・36・39・41・54話)
作詞：園部和範 / 作曲・編曲：田中公平 / 歌：KAGE
第32・44話ではインストゥルメンタル版が使用された。第39・40・42話ではイントロ部分がゴーストギルークのテーマとして使用されている。

## 放送日程
| 放送日         | 放送回 | サブタイトル     | 登場怪人 | 脚本     | 監督       |
| -------------- | ------ | ---------------- | --- | -------- | ---------- |
| 1985年02月02日 | 1      | 出現！秘密の力！ | - ガブー（声 - 依田英助） | 曽田博久 | 堀長文     |
| 2月09日        | 2      | 星王バズーの怒り | - ゴーム（声 - 西尾徳） | 曽田博久 | 堀長文     |
| 2月16日        | 3      | スクラム！戦士団 | - ゾビー（声 - 依田英助） | 曽田博久 | 山田稔     |
| 2月23日        | 4      | キスは戦いの後で | - ウーバ（声 - 太地琴恵） - 犬人間 - 猫人間 | 曽田博久 | 山田稔     |
| 3月02日        | 5      | ペガサス逮捕指令 | - ピカラ（声 - 丸山詠二） | 曽田博久 | 山田稔     |
| 3月09日        | 6      | 狙われた女子高生 | - マーゾ（声 - 岸野一彦） - マーゾ人間 | 曽田博久 | 山田稔     |
| 3月16日        | 7      | 悲しき宇宙獣士！ | - デモス（アトランタ星人タロー）（演 - 阿部雅彦）                                                                                              | 藤井邦夫 | 山田稔     |
| 3月23日        | 8      | お嬢さんは吸血鬼 | - ドキュラ（声 - 丸山詠二） - 吸血少女 | 藤井邦夫 | 山田稔     |
| 3月30日        | 9      | 輝け！必殺の魔球 | - オーズ | 曽田博久 | 長石多可男 |
| 4月06日        | 10     | 恐怖の無人車軍団 | - ハウスト（声 - 岸野一彦） | 藤井邦夫 | 長石多可男 |
| 4月13日        | 11     | SOSココとキキ    | - ゴースト（声 - 依田英助） - ポロ星人ココ - キキ                                                                                              | 藤井邦夫 | 山田稔     |
| 4月20日        | 12     | ママはマーメイド | - バンバ - ヒトバンバ - ウーバ（回想） | 曽田博久 | 山田稔     |
| 4月27日        | 13     | 地球を売るパパ   | - バラス（声 - 岸野一彦） - 巨大トカゲ | 曽田博久 | 長石多可男 |
| 5月04日        | 14     | 攻撃！巨大トカゲ | - バラス（声 - 岸野一彦） - 巨大トカゲ | 曽田博久 | 長石多可男 |
| 5月11日        | 15     | 暴走ライダー麻衣 | - ロガン（声 - 西尾徳） | 鷺山京子 | 長石多可男 |
| 5月18日        | 16     | 翼を持った少女！ | - ガウバー - メモリードール | 藤井邦夫 | 長石多可男 |
| 5月25日        | 17     | 長崎の謎の幽霊船 | - 女王アハメス - ギルバ（声 - 丸山詠二） - 強化ヒドラー兵                                                                                      | 曽田博久 | 山田稔     |
| 6月01日        | 18     | アハメスの挑戦！ | - 女王アハメス - ギルバ（声 - 丸山詠二） - 強化ヒドラー兵                                                                                      | 曽田博久 | 山田稔     |
| 6月08日        | 19     | さやかに賭けろ！ | - ジーグ（声 - 飯塚昭三） | 曽田博久 | 山田稔     |
| 6月15日        | 20     | 大逆襲！ギルーク | - シーラ（声 - 岸野一彦） - 宇宙怪魚ピラーニ                                                                                                   | 曽田博久 | 山田稔     |
| 6月22日        | 21     | ゴズマの大スター | - ボルタ（声 - 木場剛） | 曽田博久 | 長石多可男 |
| 6月29日        | 22     | 鏡に消えた戦士！ | - ミラルカ（声 - 鳳芳野） | 鷺山京子 | 長石多可男 |
| 7月06日        | 23     | イルカに乗る少年 | - ゼーラ（声 - 広森信吾） - ポセドニア星人 - 水原新平                                                                                          | 藤井邦夫 | 山田稔     |
| 7月13日        | 24     | ギョダーイの家出 | - キーガ（声 - 西尾徳） | 曽田博久 | 山田稔     |
| 7月20日        | 25     | 歌え！大きな声で | - ゾノス（声 - 桑原たけし） | 曽田博久 | 長石多可男 |
| 7月27日        | 26     | 麻衣20歳の初恋   | - ホーグル（声 - 依田英助） - ギギ - リンド星の少年                                                                                            | 藤井邦夫 | 長石多可男 |
| 8月03日        | 27     | ゲーター親子の夢 | - ギロム（声 - 岸野一彦） | 曽田博久 | 山田稔     |
| 8月10日        | 28     | 呪われたクレヨン | - ペイン（声 - 桑原たけし） - ピクト星人 | 鷺山京子 | 山田稔     |
| 8月17日        | 29     | 花を守れ！幻の蝶 | - 宇宙海賊ギガラ（声 - 丸山詠二） - 黄金蝶 | 藤井邦夫 | 山田稔     |
| 8月24日        | 30     | 走れ！ペガサス！ | - デリカル | 藤井邦夫 | 山田稔     |
| 8月31日        | 31     | 暴け！バズーの謎 | - ゾルバス（声 - 岸野一彦） - 予言者ゼク - スペースドール                                                                                      | 藤井邦夫 | 山田稔     |
| 9月07日        | 32     | ナナ！危険な再会 | - アハメス三獣士ダブン（声 - 飯塚昭三） - アハメス三獣士ジェラー（声 - 坂井寿美江） - アハメス三獣士ギザン（声 - 桑原たけし） - 宇宙生物クーク | 曽田博久 | 堀長文     |
| 9月14日        | 33     | ギルークの最期?! | - アハメス三獣士ダブン（声 - 飯塚昭三） - アハメス三獣士ジェラー（声 - 坂井寿美江） - アハメス三獣士ギザン（声 - 桑原たけし） - 宇宙生物クーク | 曽田博久 | 堀長文     |
| 9月21日        | 34     | 恐ろしきアハメス | - アハメス三獣士ダブン（声 - 飯塚昭三） - アハメス三獣士ジェラー（声 - 坂井寿美江） - アハメス三獣士ギザン（声 - 桑原たけし） - 宇宙生物クーク | 曽田博久 | 堀長文     |
| 9月28日        | 35     | 地球よ！助けて！ | - アハメス三獣士ギザン - アハメス三獣士ジェラー                                                                                                | 曽田博久 | 堀長文     |
| 10月05日       | 36     | 見たか！俺達の力 | - アハメス三獣士ギザン | 曽田博久 | 山田稔     |
| 10月12日       | 37     | 消えたドラゴン！ | - バルルカ（声 - 依田英助） | 藤井邦夫 | 山田稔     |
| 10月19日       | 38     | 幽霊ベースボール | - ゴーストギルーク - ドロン（声 - 西尾徳） - 幽霊選手                                                                                          | 曽田博久 | 堀長文     |
| 10月26日       | 39     | 恐怖のかくれんぼ | - ダムス | 曽田博久 | 堀長文     |
| 11月02日       | 40     | おかしなお菓子   | - ゾルテ（声 - 桑原たけし） - お菓子ロボット                                                                                                   | 曽田博久 | 山田稔     |
| 11月09日       | 41     | 消えた星の王子！ | - イカルス王子 - イカルスの母 - ボーラ（声 - 山下啓介）                                                                                        | 藤井邦夫 | 山田稔     |
| 11月16日       | 42     | セーラー服のナナ | - カーゲ（声 - 岸野一彦） | 曽田博久 | 長石多可男 |
| 11月23日       | 43     | スーパーギルーク | - スーパーギルーク - ゴーダ（声 - 依田英助） - 宇宙ポタル                                                                                      | 曽田博久 | 長石多可男 |
| 11月30日       | 44     | 麻衣におまかせ!  | - ザドス（声 - 岸野一彦、人間体：新堀和男） - 亡霊宇宙獣士                                                                                     | 曽田博久 | 山田稔     |
| 12月07日       | 45     | 虹色の少女アイラ | - ダロス（声 - 桑原たけし） | 曽田博久 | 山田稔     |
| 12月14日       | 46     | 美しきシーマ！   | - ガルガ - ウーバ（回想） | 藤井邦夫 | 山田稔     |
| 12月21日       | 47     | ゲーター親子の涙 | - ジグラ（声 - 岸野一彦） | 曽田博久 | 長石多可男 |
| 1986年01月08日 | 48     | 海賊ブーバ愛の嵐 | - 宇宙海賊ブブカ - 宇宙海賊ジール（演 - 橘美奈子） - 宇宙海賊ギガラ                                                                            | 曽田博久 | 長石多可男 |
| 1月11日        | 49     | 哀しきシーマ獣士 | - 宇宙獣士ズーネ（声 - 飯田道郎） | 曽田博久 | 山田稔     |
| 1月18日        | 50     | ゴズマが震えた日 | - 宇宙獣士ジャン（声 - 依田英助） - 宇宙獣士ゲラン（声 - 丸山詠二）                                                                            | 曽田博久 | 山田稔     |
| 1月25日        | 51     | ナナよ！伝えて！ | - 宇宙獣士ゲラン（声 - 丸山詠二） - 大怪鳥ネオジャンゲラン                                                                                     | 曽田博久 | 長石多可男 |
| 2月01日        | 52     | ブーバ地球に死す | - ダリル（声 - 岸野一彦） - 副官ブーバ | 曽田博久 | 長石多可男 |
| 2月08日        | 53     | 炎のアハメス！   | - 宇宙獣士メーズ / 女王アハメス | 曽田博久 | 山田稔     |
| 2月15日        | 54     | ギルーク大爆発！ | - 宇宙獣士ギラス / スーパーギルーク | 曽田博久 | 山田稔     |
| 2月22日        | 55     | さらば宇宙の友よ | - 星王バズー / ゴズマスター | 曽田博久 | 山田稔     |

## 放送ネット局
- 関東広域圏：テレビ朝日 ※キーステーション
- 北海道：北海道テレビ放送
  - 北海道では、1990年5月11日から、テレビ朝日系列外の札幌テレビ放送にて再放送された。一度終了するも、その後は冬休みや春休みの『こども劇場』のプログラムとして放映された。
- 青森県：青森放送
- 岩手県：IBC岩手放送
- 宮城県：東日本放送
- 秋田県：秋田放送
- 山形県：山形放送
- 福島県：福島放送
- 新潟県：新潟テレビ21
- 富山県：北日本放送
- 石川県：北陸放送
  - 1985年9月24日に打ち切り[102]。数ヵ月後、石川テレビで最終回まで放送されるも、これ以降石川県でのスーパー戦隊シリーズの放送は、1991年に北陸朝日放送が開局するまでの間中断されることとなる。
- 福井県：福井テレビ
- 山梨県：山梨放送
- 長野県：テレビ信州
- 静岡県：静岡けんみんテレビ（現・静岡朝日テレビ）
- 中京広域圏：名古屋放送
- 近畿広域圏：朝日放送（現・朝日放送テレビ）：金曜 17:30 - 17:55
  - 放送当時、土曜18時台前半に同19時台後半の番組が先行ネットされていたのに伴い、キー局より6日遅れる形でネット[103]。
- 鳥取県・島根県：日本海テレビ
- 広島県：広島ホームテレビ
- 山口県：テレビ山口
- 徳島県：四国放送
- 香川県・岡山県：瀬戸内海放送
- 愛媛県：愛媛放送（現・テレビ愛媛）
- 高知県：テレビ高知
- 福岡県：九州朝日放送
- 佐賀県：未放送
- 長崎県：長崎放送
- 熊本県：テレビ熊本
- 宮崎県：宮崎放送
- 鹿児島県：鹿児島放送
- 沖縄県：琉球放送

## 他媒体展開

### 映像ソフト化
いずれも発売元は東映ビデオ。
- DVDは2009年6月21日から10月21日にかけて全5巻が発売された。テレビシリーズの初ソフト化であり、各巻2枚組で11話収録。
- 2021年4月14日発売の「スーパー戦隊一挙見Blu-ray 1982 - 1986」に計7話[注釈 31]が収録されている[104]。
- 劇場版2作品はVHS（セル・レンタル共通）と、2003年7月21日発売のDVD-BOX「スーパー戦隊 THE MOVIE BOX」[105]や、2004年7月21日発売の「スーパー戦隊 THE MOVIE VOl.3」、「スーパー戦隊 THE MOVIE Blu-ray BOX 1976-1995」（2011年6月21日発売）、劇場版1は2012年12月発売の「復刻！東映まんがまつり1985春」[106]に収録されている。

### 他テレビシリーズ
『高速戦隊ターボレンジャー』
第1話（特別編）「10大戦隊集合 頼むぞ！ターボレンジャー」で、チェンジマンの5人が登場。
『未来戦隊タイムレンジャー』
第51話（特別総集編）「スーパー戦隊大集合」で、タイムレンジャー5人がタイムジェットで本作品の世界を見に来たという設定で、本作品の映像が流用されている。
『海賊戦隊ゴーカイジャー』
第1話などのレジェンド大戦を描いた箇所に、チェンジマンの5人が他のスーパー戦隊とともに登場。第49話では疾風が登場。

### オリジナルビデオ
『百獣戦隊ガオレンジャーVSスーパー戦隊』
『百獣戦隊ガオレンジャー』のスーパー戦隊Vシネマ作品。チェンジドラゴンおよびジェットチェンジャー1が登場。

### 映画作品
電撃戦隊チェンジマン
- 監督：堀長文
- 脚本：曽田博久
- 登場宇宙獣士：カミラ（声：依田英助）、ヒトデ人間

1985年3月16日公開。上映時間24分。
電撃戦隊チェンジマン シャトルベース！危機一髪！
- 監督：堀長文
- 特撮監督：矢島信男
- 脚本：曽田博久
- 登場宇宙獣士：ドドン（声：安西正弘）、寄生獣ヌウー

1985年7月13日公開。上映時間20分。
いずれも東映まんがまつりの一編として上映された。1作品につき、劇場版オリジナル作品が複数公開されたのはこれが初めてである。
『ゴーカイジャー ゴセイジャー スーパー戦隊199ヒーロー大決戦』
レジェンド大戦を描いた箇所に、チェンジマンの5人が他のスーパー戦隊とともに登場。チェンジロボも登場。
『海賊戦隊ゴーカイジャー THE MOVIE 空飛ぶ幽霊船』
ヒドラー兵が登場。
『機界戦隊ゼンカイジャー THE MOVIE 赤い戦い! オール戦隊大集会!!』
『機界戦隊ゼンカイジャー』の劇場作品。チェンジドラゴンが登場。

### CS放送・ネット配信
CS放送
- 東映チャンネル
  - 2003年8月 - 2004年2月（「スーパー戦隊ワールド」枠）
  - 2005年2月 - 5月（「アンコールアワー」枠）

ネット配信
- 東映特撮 YouTube Official
  - 2018年12月1日 - 2019年6月15日